# Skrajny Lendacki Żleb

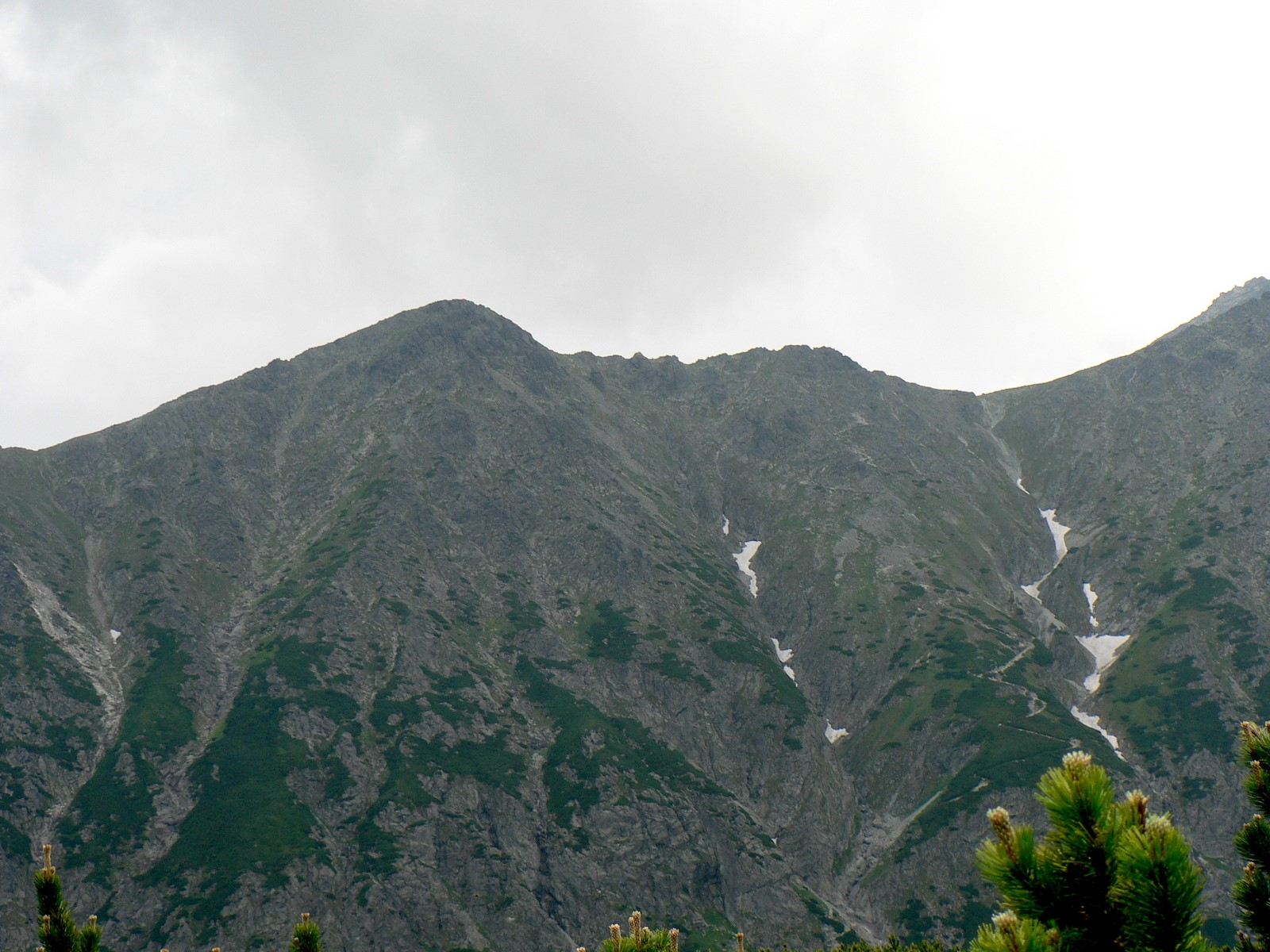
Skrajny i Zadni Lendacki Żleb (ze śniegiem)

Skrajny Lendacki Żleb (słow. Krajný Lendacký žľab) – żleb w słowackich Tatrach Wysokich, opadający spod Rakuskiego Przechodu (Sedlo pod Svišťovkou) do Zielonej Doliny Kieżmarskiej (dolina Zeleného plesa). Jego orograficznie prawe obramowanie tworzy zbocze Rakuskiej Czuby (Veľká Svišťovka), w które wcina się dość głęboko. Lewe obramowanie tworzy płytka grzęda Rakuskiej Kopy (Svišťov hrb). Żleb opada z wysokości około 2000 m do wysokości około 1550 m. Jest całkowicie kamienisto-piarżysty. Tuż nad jego górnym końcem znajduje się turniczka Lendacka Baba.
Dolną częścią Skrajnego Lendackiego Żlebu prowadzi szlak turystyczny (Magistrala Tatrzańska) z Zielonej Doliny Kieżmarskiej na Rakuski Przechód. Wyżej szlak ten prowadzi Lendacką Uboczą oddzielającą Skrajny Lendacki Żleb od Zadniego Lendackiego Żlebu opadającego z Rakuskiej Przełęczy.
W Skrajnym Lendackim Żlebie wydobywano w XVIII w. rudy (prawdopodobnie chalkopiryt i syderyt). Zachowała się w nim sztolnia Kieżmarska Bania o 10 m głębokości, poprowadzona w rudonośnej warstwie o grubości ok. 1 m. Prace górnicze prowadziła tutaj spółka Arme Gewerkschaft (w tłumaczeniu na język polski – Ubogie Gwarectwo). Sztolnię tę i dwie inne w pobliżu badał w 1932 r. Stanisław Sokołowski, wspominał też o nich Ludwik Zejszner w 1950 r.

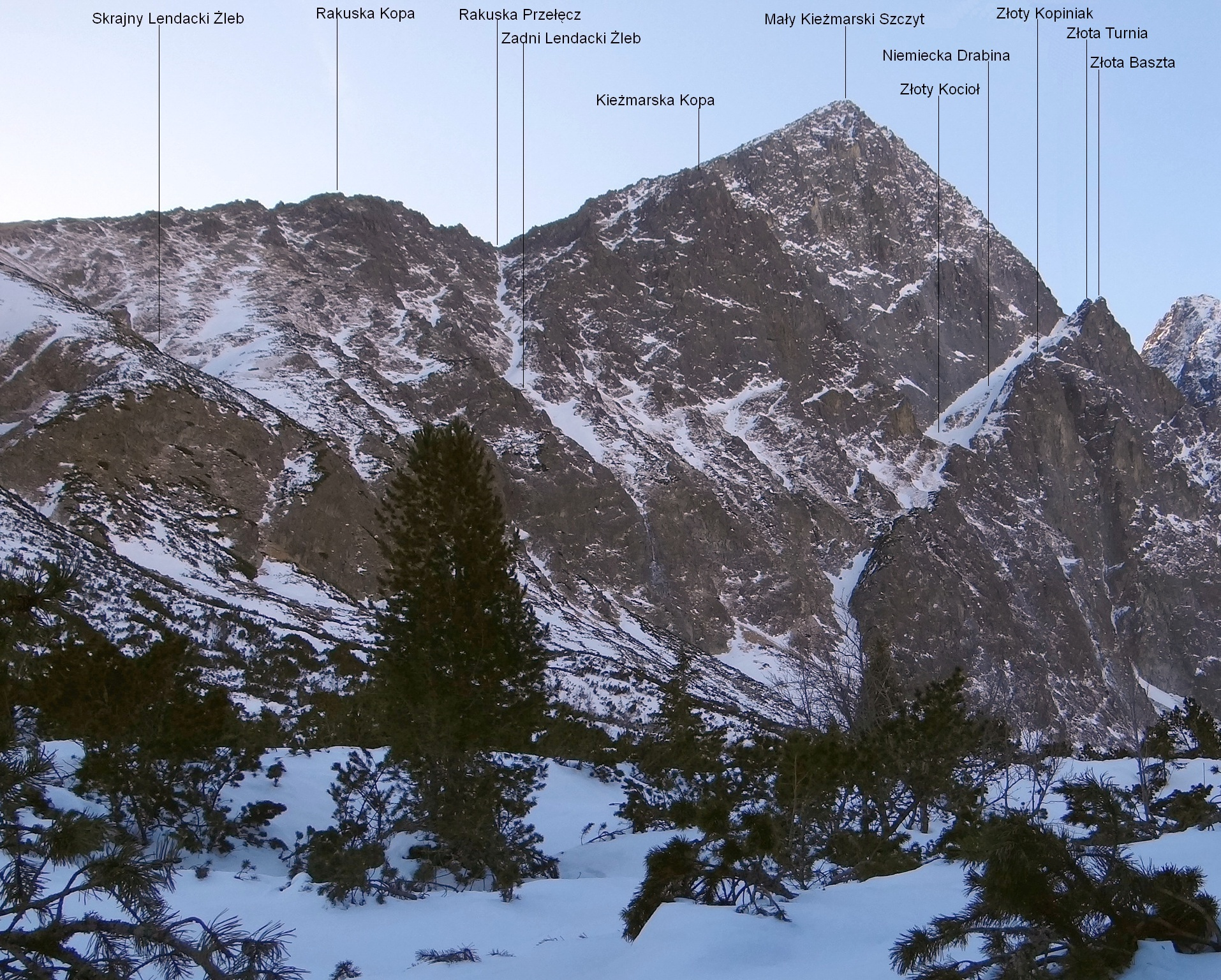
Widok z Zielonej Doliny Kieżmarskiej

## Szlak turystyczny
Schronisko nad Zielonym Stawem – Rakuski Przechód. Odległość 2,9 km, suma podejść 533 m, suma zejść 60 m, czas przejścia 2 h, z powrotem 1 h 25 min.